# Gymnasium Novum
Gymnasium Novum is een school voor voortgezet onderwijs in de Nederlandse stad Voorburg. Het is een categoriaal gymnasium. De school is voortgekomen uit een fusie in 2006 tussen College Het Loo en het Huygenslyceum.
Naast de normale schoolvakken geeft het Gymnasium Novum ook les in onder andere NaTech, Wiskunde D, maatschappijwetenschappen, filosofie en Cambridge Engels. Verder doen leerlingen van Gymnasium Novum ook mee aan debattoernooien en Model European Parliament.  

## Geschiedenis
Gymnasium Novum begon met het convenant dat de gemeente Leidschendam-Voorburg en de Stichting Scholengroep Spinoza in 2003 met elkaar sloten. Hierin werd bepaald dat het aantal schoolgebouwen in de gemeente met één gebouw zou worden teruggebracht. In overleg met de collega-scholen van Spinoza besloten de directies van het Huygenslyceum en College Het Loo gezamenlijk een nieuwe school voor vwo te starten die op termijn zijn intrek zou nemen in het te renoveren gebouw aan de Aart van der Leeuwkade. Op 29 augustus 2006 werd Gymnasium Novum geopend door burgemeester Michiel van Haersma Buma en wethouder Tilly Zwartepoorte.
De school is in de herfstvakantie van 2010 verhuisd naar het gerenoveerde Huygensgebouw aan de Carel Vosmaerstraat in Voorburg. In november werd het nieuwe onderkomen van Gymnasium Novum feestelijk geopend door Alexander Pechtold. 
In juli 2012 werd aan de eerste lichting eindexamenkandidaten van Gymnasium Novum het diploma uitgereikt.

## Bijzondere activiteiten op school
- Novumdag: De leerlingen van het Novum hebben per week vier dagen 'regulier' les. Elke dinsdag is er een Novumdag, waarop de leerlingen werken aan vakoverstijgende projecten, waarin ruimte is voor verbreding en verdieping.[2]
- Actieve leerlingenparticipatie: GSA, leerlingenraad, feestcommissie, duurzaamheidsteam, schoolkrant, debatteam. Het debatteam van de school won in zowel 2022 als 2024 de debatwedstrijd en in 2023 en 2024 de televisiefinale van Op weg naar het Lagerhuis.

## Huygensklas
Voor getalenteerde groep 8-leerlingen bestaat de mogelijkheid om 16 dagdelen op Novum de Huygensklas te volgen. Daarbinnen maken zij kennis met het brede Novum-aanbod. Ook maken ze kennis met verschillende vakken op het voortgezet onderwijs zoals bijvoorbeeld Latijn en Grieks.